# 寡占
寡头垄断（英語：Oligopoly），一种由少数卖方（寡头）主导市场的市场状态。英语中这个词来源于希腊语中“很少的卖者”。由於只有很少的賣家，賣家會關注彼此的行为，並且互相影響。所以在作战略规划时，它要考虑其他市场参与者会对此决策可能作出的回应。这就是一个典型的博弈状况。因此，寡头垄断市场中，各寡头可能会进行各种形式的合谋，以此来减少相互之间的竞争，共同抬高其产品或服务的价格，以获得更高的利润。
产业通过：折扣，广告，大品牌保证，产品差异化等方式来吸引顾客的关注。所以在寡占中，产业之间会通过各种手段或串通对方来相互竞争。
许多行业都被列为寡头垄断行业，包括民航、电力供应商、电信部门、铁路货运市场、食品加工、殡葬服务、炼糖、啤酒制造、纸浆和造纸以及汽车制造等。

## 特徵
- 价格领导力：当一家占支配地位的公司设定价格，而行业内其他公司跟随时。[3]
- 存在眾多買家
- 只有少量賣家支配市場
- 賣家是定價者
- 賣家不容易進出市場 (例:高进入门槛)
- 不完全資訊
- 產品異質
- 非价格竞争 (例:广告,宣传,品牌知名度,正面反馈评论等等)
- 博弈论：为研究企业的战略举措及其竞争对手的反制举措。